# The Quarrymen
The Quarrymen — британская скиффл-группа, образованная в 1956 году в Ливерпуле, Англия, Джоном Ленноном, его школьным другом Питером Шоттоном и Эриком Гриффитсом. Поначалу коллектив назывался The Blackjacks, потом по предложению Шоттона был переименован: новое название имело отношение к Quarry Bank Grammar School — школе, в которой оба учились. Важную роль в формировании Quarrymen сыграла мать Джона Джулия: она помогала мальчикам настраивать инструменты, показывала им аккорды, знакомила со своей коллекцией пластинок. Исторический день 6 июля 1957 года, когда на выступление Quarrymen в церковный двор пришёл Пол Маккартни с гитарой, можно считать отправной точкой в истории The Beatles.

## История группы
Группа The Quarrymen возникла, когда Джон Леннон и Эрик Гриффитс, посещавшие уроки игры на гитаре (на Хантс Кросс в Ливерпуле), впервые решили сыграть вместе. Леннон вскоре разочаровался в занятиях (где теория преобладала над практикой) и перестал ходить на курсы. Мать Леннона, Джулия, помогла мальчикам настроить инструменты, и те начали репетиции — в доме тёти Леннона на Менлов-авеню, 251, иногда — в доме у Гриффитса на Хэйлвуд-драйв. Ранний репертуар ансамбля большей частью состоял из песен самого известного скиффл-музыканта Британии Лонни Донегана.

### Формирование состава
Вскоре Леннон пригласил в состав третьего участника, своего лучшего друга Питера Шоттона. Тот не умел играть ни на одном музыкальном инструменте, но вскоре освоил стиральную доску — характерный элемент всех скиффл-бэндов того времени. В группу, названную The Blackjacks, Шоттон вскоре привлёк Билла Смита (бас), а Гриффитс — Рода Дэвиса, игравшего на банджо. Серьёзным физическим недостатком последнего была близорукость: он практически не видел, что происходит на сцене, и это очень ему мешало. Узнав, что ансамбль The Blackjacks уже существует, все собрались на экстренное совещание, и Шоттон предложил ироническое название The Quarrymen. В школьном гимне были строчки: «Quarrymen, old before our birth / Straining each muscle and sinew», и они воспринимались мальчиками иронически: никто из них в школе трудолюбием не выделялся.
Первая репетиция нового состава Quarrymen состоялась в доме у Шоттона на Вэйл-роуд (не вынеся шума, мама последнего отправила их на задворки садика). Смит, часто прогуливавший репетиции, вскоре группу покинул и был заменён Леном Гэрри. Незадолго до этого Леннон и Шоттон совершили рейд на родительский гараж Смита и «вызволили» оттуда таз, выполнявший функции басового барабана. С этих пор Гэрри стал постоянным участником, хотя на концертах его иногда заменял приятель Леннона Айвен Воган (англ. Ivan Vaughan). Колин Хантон в это время был учеником в обивочной мастерской Гая Роджерса в Спике: на работу он ездил в том же автобусе, что Гриффитс — в школу. Как-то раз по пути он в разговоре с Гиффитсом упомянул, что имеет дома небольшую ударную установку, но признался, что играет непрофессионально. Гриффитс отправился в гости к Хантону, посмотрел, как тот играет, и пригласил в Quarrymen. Иметь ударника в то время было почётно: это позволяло уже исполнять и ранний рок-н-ролл.
Теперь репетиции проходили, в основном у Хэнтона или Гриффитса. Все вместе нередко отправлялись к Джулии Леннон на Блумфилд-роуд 1, слушать её коллекцию рок-н-ролльных пластинок. Так к их репертуару добавились «Let the Good Times Roll» и «Be-Bop-A-Lula» Джина Винсента. Тем временем у группы появился менеджер: им стал Найджел Уолли (англ. Nigel Whalley), учившийся в одной школе с Ленноном. Именно он регулярно рассылал в местные кинотеатры и танцевальные залы флаеры, с текстом: «Country-and-western, rock n' roll, skiffle band The Quarrymen: Open for Engagements. Please Call Nigel Whalley, Tel. Gateacre 1715».

### Первый конкурс. Появление в The Cavern (1956)
Группа выступила на конкурсе, организованном канадским импресарио Кэрроллом Левисом (англ. Carroll Levis), где исполнила «Worried Man Blues», получила свою порцию аплодисментов, но уступила валлийской The Sunnyside Skiffle Group. По завершении конкурса Левис решил выявить победителя с помощью «аплодиметра»: The Quarrymen проиграли лишь после повторного измерения, причём самую малость. Леннон долго спорил за кулисами с Левисом, утверждая, что соперники привезли с собой целый автобус фэнов и что организатор не был объективен.
Тем временем Уолли (который ушёл из школы в 15 лет, чтобы стать профессионалом в гольф-клубе в Ли-Парке) познакомился на площадке с доктором Джозефом Ситнером, чей сын Алан заправлял клубом The Cavern, на Мэтью-стрит. Ситнер предложил устроить прослушивание прямо в гольф-клубе: здесь группа предстала перед огромной по их меркам аудиторией в сто человек. Прослушивание прошло удачно: неделю спустя Алан Ситнер позвонил Уолли и предложил The Quarrymen сыграть в паузе между выступлениями двух джаз-бэндов в «Каверне». Между тем, постепенно музыкальный вкус Джона Леннона стал меняться. Он услышал «Long Tall Sally» (в квартире у одноклассника Майкла Хилла на Пенни Лейн) и решил, что с этих пор Литтл Ричард — его любимый певец. Кроме того, группа разучила несколько песен из репертуара Элвиса Пресли: «Don’t Be Cruel», «All Shook Up» и «Heartbreak Hotel», — а также вещи Эдди Кокрэна и Джерри Ли Льюиса.
В «Каверне» выступление The Quarrymen произвело настоящий переполох. Начав с обычного скиффла, группа по инициативе Леннона заиграла «Don’t Be Cruel». Ситнер протиснулся к сцене и передал Леннону записку: «Прекрати этот чертов рок-н-ролл!». После этого он в свой клуб Quarrymen не приглашал. Когда здесь выступали The Beatles (бывшие Quarrymen), Алан Ситнер уже не владел клубом.
Отыграв с группой на дне рождения в доме тётушки Хэнтона, Шоттон решил уйти из группы. Леннон в гневе схватил стиральную доску и разбил её о голову Шоттона, оставив на его плечах деревянную раму. Как ни странно, после этого тот согласился отыграть ещё несколько концертов, прежде чем уйти окончательно.

### Приход Пола Маккартни (1957)
22 июня 1957 года The Quarrymen дали два больших концерта в кузове открытого грузовика на Розбери-стрит, на празднике, посвящённом 750-летию Ливерпульской хартии.
А 6 июля состоялось её историческое выступление в парке церкви Св. Петра, куда на встречу с ней пришёл Пол Маккартни с гитарой. Айвен Воган представил их друг другу и они поговорили немного перед началом второго сета. Пол показал Джону, как он настраивает гитару, и сыграл «Twenty Flight Rock» Кокрэна, «Be-Bop-A-Lula» Джина Винсента и попурри песен Литтл Ричарда.
Здесь же произошёл ещё один исторический эпизод: мальчик по имени Боб Молинью записал часть выступления на свой катушечный Grundig TK8. В 1963 году через Ринго Старра он предложил Леннону эту плёнку, ответа не получил и захоронил это своё сокровище, а в 1994 году компания EMI купила плёнку за 78,5 тысяч фунтов стерлингов.
После концерта вечером Леннон и Шоттон некоторое время обсуждали встречу с Маккартни, и Джон заметил, что было бы неплохо его пригласить. Две недели спустя Шоттон встретил Пола, катавшегося на велосипеде в Вултоне, и передал ему приглашение. Тот согласился, но заметил, что сначала должен отправиться в лагерь скаутов в Хэзерсейдже, а позже уехать с семьёй на отдых в Йоркшир. Дэвис также уехал на лето с родителями — во Францию. Вернувшись, он обнаружил, что вместо него в составе уже играет Пол Маккартни. Позже Дэвис «отомстил» Леннону: в 1960 году, будучи студентом Кембриджа, записался с группой The Trad Grads и выпустил песню «Running Shoes» синглом (Decca, 45-F 11403), что вызвало у Джона приступ зависти.
Благодаря Полу Маккартни в репертуаре The Quarrymen появились новые песни: «Bye Bye Love» (The Everly Brothers) и «All Shook Up», — их Леннон с товарищами до этого безуспешно пытались разучить. Официальный дебют Пола в группе состоялся на концерте после собрания Клуба консерваторов в Нью-Клабмор-холле (Норрис-Грин, Ливерпуль) в пятницу 18 октября 1957 года, причём тот страшно нервничал и много ошибался.

### Джордж Харрисон (1958)
Джордж Харрисон, школьный приятель Пола, игравший с братом Питером в скиффл-группе The Rebels, впервые увидел The Quarrymen на сцене 6 февраля 1958 года в Уилсон-холле. В марте он пришёл на прослушивание в Morgue Skiffle Club и сыграл «Guitar Boogie Shuffle» (композицию Берта Уидона). Леннон поначалу не хотел принимать 15-летнего Джорджа в группу, считая, что тот не подходит по возрасту. Маккартни устроил для них ещё одну встречу — на втором этаже ливерпульского даблдеккера, где Джордж сыграл «Raunchy» специально для Леннона, — и тот сдался: Харрисон вошёл в состав The Quarrymen в качестве ведущего гитариста. Вскоре группу покинули Гриффитс и (переболевший менингитом) Гэрри. Наконец, Маккартни сыграл на одной из репетиций песню собственного сочинения «I’ve Lost My Little Girl»: Леннон (как вспоминал позже Шоттон) был потрясён. Параллельно дуэт практиковал вокальную гармонию: в этом им помогали песни The Everly Brothers: «Cathy’s Clown», «All I Have to Do Is Dream», «Wake Up Little Susie».
Только две композиции Леннона-Маккартни, сочинённые в эти дни, позже были ими записаны: «One After 909» появилась в Let It Be, «Like Dreamers Do» стала хитом для The Applejacks в 1964 году.
В группу пришёл Джон 'Дафф' Лоу (также учившийся в одной школе с Полом): он играл на фортепиано — во всяком случае, в тех концертах, где это предлагалось устроителями.

### Запись у Филлипса (1958)
Перси Филлипс (англ. Percy Phillips) заправлял студией Phillips' Sound Recording Services (единственной в городе), которая располагалась между кухней и парадной в магазине электротоваров на Кенсингтон, 38 в Ливерпуле. Сюда часто заходили актёры ливерпульского театра Playhouse, чтобы записать монологи или сценки. Филлипс только что отпраздновал своё 60-летие, когда Харрисон узнал о существовании его студии у знакомого гитариста Джонни Бирна, который записался здесь в июне 1958 года
The Quarrymen арендовали студию, но, прибыв на место, были неприятно поражены низким уровнем технической оснащенности. Филлипс потребовал деньги вперёд, так что все пятеро выложили по 3 шиллинга и 6 пенсов, после чего хозяин потребовал доплату за перевод записи с плёнки на диск. Поскольку это было уже группе не по карману, Филлипс предложил им записываться непосредственно на винил. Главным треком, подготовленным Ленноном и Маккартни был «That’ll Be the Day», по поводу второй стороны пластинки возникли споры: Пол предложил «In Spite of All the Danger» (композицию Маккартни и Харрисона), хотя Лоу и Хантон прежде её вообще не слышали. Наконец Филлипс выдал группе виниловый диск, который потом неделю переходил из рук в руки и передавался друзьям. Позже диск был утерян, но Лоу нашёл его в 1981 году и продал его Маккартни (по цене, которая так и осталась неизвестной).

### Превращение в The Beatles (1958—1959)
15 июля 1958 года погибла Джулия Леннон: её сбил автомобиль. Джон на многие месяцы утратил интерес к группе. Лоу вообще прекратил появляться на репетициях: он жил слишком далеко и мог играть только по выходным. Группа продолжала выступать — в частности, в Pavilion Theatre на Лодж-лейн, где дирекция искала ансамбль, который заполнял бы получасовые паузы между партиями в бинго. Концерт прошёл удачно лишь в первой своей части: затем Леннон, Маккартни и Хэнтон перебрали пива и позже едва не подрались, упрекая друг друга в нерадивости. Хэнтон ушёл из группы и услышал о своих бывших товарищах лишь три года спустя, когда они уже превратились в The Beatles.
Некоторое время Леннон и Маккартни продолжали сочинять песни, не выступая. Харрисон вошёл в состав The Les Stewart Quartet, где выступали также вокалист Лес Стюарт, гитарист Кен Браун, и молодой человек по имени Скиннер. Группа стала резидентом в только что открывшемся клубе The Casbah Coffee Club. В какой-то момент Стюарт не вышел на концерт и Браун с Харрисоном призвали на помощь Леннона и Маккартни, которые вспомнили своё старое название, The Quarrymen. Квартет отыграл несколько субботних вечеров (получая по 15 шиллингов за концерт) — с 29 августа по октябрь 1959 года, без ударника, но в конечном итоге покинул клуб — из-за финансового конфликта.
18 октября 1959 года Леннон, Маккартни и Харрисон втроём приняли участие в первом туре конкурсного концерта в телешоу Discoveries под названием Johnny and The Moondogs. Группа прошла во второй круг, и выступила в воскресенье 15 ноября 1959 года в манчестерском Hippodrome. Леннон (без гитары, в качестве вокалиста), Маккартни и Харрисон сыграли «Think It Over» Бадди Холли и, опаздывая на поезд, решили покинуть клуб, причём по пути Леннон стащил кем-то оставленную гитару, заметив, что «по крайней мере хоть как-то окупил поездку».
Во время школьных каникул 1960 года Леннон и Маккартни дважды выступали дуэтом как The Nerk Twins, в пабе The Fox and Hounds в Кавершеме, Рединг, где управляли Майк Роббинс и его жена Элизабет (кузина Маккартни). Роббинс прежде играл в группе The Jones Boys, и много рассказывал мальчикам о жизни в шоу-бизнесе. Всю неделю Леннон и Маккартни подрабатывали в баре, получив по 5 фунтов, потом выступили в субботу 23 апреля 1960 года и в воскресенье, после чего вернулись в Ливерпуль.
К маю 1960 года к группе присоединился Стюарт Сатклифф, который незадолго до этого получил премию на художественной выставке и на вырученные деньги купил себе бас-гитару Hofner 500/5 (известную также как President). Именно Сатклифф предложил изменить название — сначала на The Beatals. Поскольку группе требовалась аппаратура, Сатклифф и его товарищ по художественному колледжу Билл Харри уговорили руководство колледжа купить для сцены (на которой в тот момент играли The Quarrymen) усилители, которые в дальнейшем должны были перейти в собственность группы. Однажды на репетиции группы (в клубе Jacaranda) побывал Брайан Касс из Cass and The Casanovas. Он пообещал Леннону помощь с поиском ударника, но только в том случае, если группа переименуется в Long John and The Silver Beetles (по образцу Buddy Holly and The Crickets). Леннону не понравилось сочетание John Silver (ассоциировавшееся с именем пирата), но он согласился на название The Silver Beetles. На ударных здесь сначала играл Томми Мур (англ. Tommy Moore), затем — Норман Чепмен (англ. Norman Chapman), которого в августе 1960 года заменил Пит Бест. Группа переименовалась в The Silver Beats, и наконец — в The Beatles.

### Воссоединение (1994)
Лоу и Дэвис реформировали группу в 90-х годах и выпустили альбом Open for Engagements (1994). В том же году Боб Молинью (к тому времени — бывший полицейский) обнаружил остатки записей оригинальных The Quarrymen и выставил плёнку на аукцион Сотбис 15 сентября 1994 года. Компания EMI приобрела её за 78 500 фунтов (122 000 $). Из-за низкого качества звучания записи не были выпущены и сейчас плёнка хранится в архивах EMI.

## Дискография
- Open for Engagements (1995)
- Get Back — Together (1997)
- Songs We Remember (2004)[4]